# Olga Podgajska
Olga Siergiejewna Podgajska (ur. 21 marca 1981 w Karagandzie) – kompozytorka, organistka, wykładowczyni muzyki, autorka utworów symfonicznych, chóralnych, instrumentalnych, wokalnych, wokalno-instrumentalnych, muzyki filmowej i teatralnej.

## Życiorys
Olga Podgajska urodziła się w kazachskim mieście Karaganda. W 1996 roku wraz z rodziną przeniosła się na Białoruś do Lidy, gdzie została przyjęta do szkoły muzycznej II stopnia na wydział muzykologii. Po ukończeniu szkoły muzycznej w Lidzie kontynuowała naukę w Białoruskiej Państwowej Akademii Muzycznej w Mińsku w klasie profesora W. Kuzniecowa (kompozycja) i docenta W. Niewdacha (organy). W 2006 roku ukończyła studia magisterskie w dwóch dziedzinach: kompozycja i organy. W latach 2006–2008 odbyła staż pod kierunkiem docenta W. Niewdacha (organy). Członkini zespołów nowej muzyki kameralnej "Five-storey ensemble" i Rational Diet; W 2016 roku otrzymała stypendium Narodowego Centrum Kultury "Gaude Polonia"   i odbyła staż na Uniwersytecie Muzycznym im. F. Chopina w Warszawie. Od 2007 roku członkini Białoruskiego Związku Kompozytorów.

## Nagrody
- Laureat międzynarodowego konkursu organistów w Petersburgu (2004 r.)[1]
- Laureat międzynarodowego konkursu kompozytorów im. A. Pietrowa (Petersburg, 2014)[3]

## Wybrane utwory

### Utwory sceniczne
- "0:1" Opera buffa jednoaktowa (2014)[4]

### Muzyka wokalno-instrumentalna
- Kantata na cześć św. Rocha dla dwóch solistów, chóru, zespołu kameralnego i organów (2005)
- "Dziękujmy Bogu, że nastała wiosna" dla chóru ludowego i orkiestry (2012)
- "Ryba i niebo" dla chóru mieszanego i chóru kameralnego (sł. Aleskandr Wwiedienski 2013)

### Muzyka orkiestrowa
- "Tortor lamentabilis" (2004)[2]
- "Urobоros" (2006)[2]
- Koncert dla organów i orkiestry (2008)[2]
- "Kapitan planet" koncert dla organów i orkiestry (2008)[2]
- "Mgła" koncert dla organów i orkiestry (2014)[5]
- "Nie to miasto" dla cymbałów, klawesynu i orkiestry kameralnej (2011)

### Instrumentalna muzyka kameralna
- "Słońce się spaliło" dla waltorni, marimby i fortepianu (2002)
- "Przemiana" dla klawesynu (2006)

### Muzyka wokalna
- "Sześć dni ciszy" dla głosu, trąbki, klarnetu, kotłów, wiolonczeli i wibrafonu (2006)[2]
- "Na pięć kroków" dla głosu i organów (2009)[2]
- "Śnieg leży..." dla sopranu, barytonu i organów do słów Aleksandra Wwiedeńskiego (2009)[2]
- "Będziemy myśleć w jasny dzień" do słów Aleksandra Wwiedeńskiego (2010)[2]

### Muzyka teatralna i filmowa
- Muzyka do spektaklu "Dzwonićlecieć" na podstawie utworów Daniiła Charmsa (2010, reż. O. Gajko)[6]
- Muzyka dla zespołu solistów do filmu "Furman śmierci" (Szwecja, 1921, reż. Victor Sjöström)[7]
- Muzyka dla orkiestry kameralnej do filmu "Lokator" (wielka Brytania,1926, reż. Alfred Hitchcock)[7]
- Muzyka do spektaklu "Jeszcze wojna nie wybuchła" w reż. Tomasza Leszczyńskiego (2017 Teatr Dramatyczny im. Juozasa Miltinisa w Poniewieżu, Litwa)